# Ostrov (district de Chrudim)
Pour les articles homonymes, voir Ostrov (homonymie).
Ostrov est une commune du district de Chrudim, dans la région de Pardubice, en République tchèque. Sa population s'élevait à 198 habitants en 2022.

## Géographie
Ostrov se trouve à 10 km à l'ouest-nord-ouest du centre de Vysoké Mýto, à 18 km à l'est-sud-est de Chrudim, à 20 km à l'est-sud-est de Pardubice et à 115 km à l'est de Prague.
La commune est limitée par Uhersko au nord, par Trusnov et Stradouň à l'est, et par Chroustovice au sud et à l'ouest.

## Histoire
La première mention écrite de la localité date de 1318.

## Transports
Par la route, Ostrov se trouve à 11 km de Vysoké Mýto, à 29 km de Chrudim, à 33 km de Pardubice et à 146 km de Prague. 